# На кожному кілометрі
«На кожному кілометрі» (болг. на всеки километър) — героїко-пригодницький багатосерійний телевізійний фільм виробництва Болгарії. Складається з двох частин. Перша (1969 рік) присвячена підпільній та партизанській боротьбі болгарських комуністів у 1923—1944 роках. У другій частині (1971 рік, спільно з Угорщиною) головні герої продовжують боротися із внутрішніми та зовнішніми ворогами соціалістичної Болгарії. Демонструвався у СРСР.

## В ролях
- Стефан Данаїлов — Нікола Деянов (Сергій, доцент Мільов), комуніст, партизан та розвідник
- Григор Вачков — Димитр Атанасов (Митко Бомба, Бомбов, Бомбаджієв), друг дитинства і соратник Деянова
- Георгій Черкелов — Богдан Велинський, полковник таємної поліції царської Болгарії, згодом агент західних спецслужб.
- Георгі Георгієв-Гец — Воєвода, старий комуніст, командир партизанського загону
- Петар Пєнков — Симеон "Монька" Каназзірєв, поліцейський начальник, який працює спільно з Велинським; однокласник Деянова
- Коста Цонев — полковник Джон T. Персі
- Любомир Кабакчієв — Олексій Петрович Вершинін, радянський розвідник
- Георгі Попов — майор Вайсс
- Васил Попілієв — Шлоссер
- Петр Слабаков — парашутист
- Стефан Ілієв — майор Леслі, співробітник британських спецслужб
- Любен Міладінов
- Димитр Міланов
- Стефан Гецов — полковник Браньов

## Знімальна група
- Режисери: Неделчо Чернєв, Любомир Шарланджієв
- Автори сценарію: Свобода Бичварова, Євген Костянтинов, Костадин Кюлюмов, Георгій Марков, Павло Вежинов
- Оператор: Еміль Вагенштайн
- Композитори: Атанас Бояджієв, Петар Ступел
- Симфонічний оркестр Болгарського радіо та телебачення, диригент Васил Стефанов

## Список серій

### Перша частина
В першій частині 13 серій:
1. Баржі (Шлеповете)
1923 рік. Ніколі Деянову, Мітко Бомбе та синові поліцейського офіцера Симеону Каназирову по 11-12 років. У Болгарії щойно придушено Вересневе повстання. Заарештованих повстанців, серед яких Воєвода та батько маленького Миколи Деянова, садять на баржу та топлять її у річці. Врятуватися вдається тільки Воєводі; він знаходить Деянова-молодшого і переправляє його до Радянського Союзу. У першій серії відбувається перша зустріч Миколи з Велинським.
2. Дві гітари (Двете китари)
Минає 14 років. Під час Громадянської війни в Іспанії німецький підводний човен з підозрілою регулярністю перехоплює судна, що йдуть із СРСР із вантажами для республіканців. Деянов, уже співробітник радянської розвідки, вирушає в рейс на одному з пароплавів та викриває німецького агента на борту. Той буквально на очах усієї команди примудрявся надсилати повідомлення за допомогою рації, вмонтованої у гітару.
3. Годинник із мелодією (Пеещият часовник)
Війна в Іспанії. Деянов та Бомба бійці інтербригади. Майор Вайсс і Каназиров намагаються скомпрометувати Деянова перед іспанськими соратниками, але Каназірєва видають годинник з мелодією, що дісталися від батька. Місто захоплене ворогом, Деянов бере участь у порятунку архівів інтербригад.
4. Три знаки оклику (Трите удивителни)'
Деянов під ім'ям Сержа Омона (Serge Aumond) працює в окупованому німцями Парижі. Туди у пошуках Деянова приїжджає Бомба. Майор Вайсс готує операцію із захоплення Деянова, але той разом із Бомбою виявляються хитрішими.
5. Зустрічні поїзди (Насрещни влакове)
Червень 1941 року, напад Німеччини на СРСР. Німецькі та радянські дипломати висилаються додому у зустрічних поїздах. Потяг із радянськими дипломатами передбачається підірвати на території Туреччини. Деянов проникає в потяг із метою запобігти вибуху. Наприкінці серії він і Вершинін зістрибують із поїзда та опиняються в Болгарії.
6. Без десяти вісім (Осем без десет)
Деянов і Вершинін намагаються знайти укриття у болгарському селі. Велинський, знаючи про це, посилає в укриття свого агента. Агента викрито, село захоплюють партизани під керівництвом Воєводи. Деянов та Воєвода через багато років нарешті зустрічаються.
7. Осляча стежка (Магарешката пътека)
Болгарські партизани шукають шлях до секретного бункера зі зброєю, оточеного мінними полями. У той же час Бомба повинен викрасти вагон зі зброєю зі складу поїзда, що оздоровлюється військами.
8. Циганка (Циганката)
Деянов і Вершинін у пошуках радиста та рації, щоб відновити передачу інформації радянському командуванню від лояльного генерала в болгарському штабі.
9. На кожному кілометрі (На всеки километър)
Велинський і Каназірєв дізнаються про час і місце партизанської конференції і готуються разом схопити все керівництво підпілля. Щоб відволікти поліцейські сили на себе, Деянов в останній момент організує зухвалий наліт поліцейського управління. Поліція кидається в погоню за підпільниками по заміській дорозі, де біля кожного кілометрового стовпа залишено стрілець-одинак. Бійці гинуть один за одним, виграючи час, доки партизанський загін готується атакувати ворога. У цій серії звучить головна фраза всього фільму: «Ми на кожному кілометрі, звідси і по всьому світу!» (болг. Ние сме на всеки километър, от тук до края на света!)
10. Великдень (Великден)
У святковий день Великодня Деянов і Бомба здійснюють операцію з фізичного усунення Каназірєва, який на той час дослужився до полковника.
11. Воскреслий мрець (Възкръсналият мъртвец)
Деянов проникає у в'язницю, де утримуються політичні в'язні, щоб виявити та усунути інформатора таємної поліції, який перебуває серед них.
12. Лицарський хрест (Рицарският кръст)
Група партизан-комуністів очікує на прибуття радянського агента з відомостями, необхідними для здійснення державного перевороту в Болгарії за підтримки Червоної Армії. Агент-парашутиста схоплено і засуджено до розстрілу. Деянов, Вершинін та Бомба в останній момент відвозять агента із собою.
13. Перший день (Първият ден)
Початок вересня 1944 року. Червона Армія наближається до столиці Болгарії. Уряд робить зусилля, щоб зберегти владу, партизани та підпільники, своєю чергою, роблять все, щоб влада перейшла до рук комуністів. 9 вересня це відбувається. Велинський намагається знайти собі вихід із важкої ситуації. Вночі він зустрічається з Деяновим і, оцінюючи якості молодого комуніста, намагається залучити його на свій бік. Після емоційного діалогу Деянов відмовився. Велінський нейтралізує Деянова, проте не вбиває його і ховається...

### Друга частина
У другій частині серіалу головні герої першої частини продовжують боротися з внутрішніми та зовнішніми ворогами соціалістичної Болгарії, багато з яких також знайомі з першої частини. Так, Богдан Велинський стає головою міжнародної шпигунської мережі, метою якої було знищення нового устрою в Болгарії. Йому підтримує полковник Персі, агент американської розвідки, який працює в Болгарії під прикриттям дипломатичної служби. В ньому також 13 серій.

## Нагороди
- Актори та знімальна група відзначені Димитрівською премією 1971 року.